# Шевчук Микола Васильович
Мико́ла Васи́льович Шевчу́к — підполковник Національної гвардіЇ України, учасник російсько-української війни, що відзначився під час російського вторгнення в Україну. Герой України (2025).

## Життєпис
Під час російського вторгнення в Україну — командир 2-го батальйону спеціального призначення Національної гвардії України «Донбас».

## Нагороди
- Звання Герой України з врученням ордена «Золота Зірка» (1 серпня 2025) — за особисту мужність і героїзм, виявлені у захисті державного суверенітету та територіальної цілісності України, самовіддане служіння Українському народові[2].